# Serie telescopica
L'espressione "serie telescopica" è un termine informale con cui si indica una serie
{\displaystyle \sum _{k=1}^{\infty }a_{k}}
i cui termini appaiono nella forma
{\displaystyle a_{k}=A_{k+1}-A_{k}}
in questo caso le somme parziali si possono esprimere come differenza del primo e ultimo termine della successione {\displaystyle \{A_{k}\}}:
{\displaystyle s_{n}=\sum _{k=1}^{n}(A_{k+1}-A_{k})=({\cancel {A_{2}}}-A_{1})+({\cancel {A_{3}}}-{\cancel {A_{2}}})+({\cancel {A_{4}}}-{\cancel {A_{3}}})+\cdots +({\cancel {A_{n}}}-{\cancel {A_{n-1}}})+(A_{n+1}-{\cancel {A_{n}}})=A_{n+1}-A_{1}\,,}
e il calcolo della serie si riduce al calcolo del limite della successione {\displaystyle \{A_{k}\}}, dato che, a questo punto, risulta l'unica operazione non banale:
{\displaystyle \quad \lim _{n\to \infty }s_{n}=\lim _{n\to \infty }A_{n+1}-A_{1}=\ldots }

## Esempi
- Un tipico esempio è la serie di Mengoli:

{\displaystyle \sum _{k=1}^{\infty }{\frac {1}{k(k+1)}}.}
Si può dimostrare che la somma di questa serie è {\displaystyle 1} infatti
{\displaystyle {\frac {1}{k(k+1)}}=\left(-{\frac {1}{k+1}}\right)-\left(-{\frac {1}{k}}\right),}
cioè si tratta di una serie telescopica con {\displaystyle A_{k}=-{\frac {1}{k}}} e quindi
{\displaystyle \sum _{k=1}^{\infty }{\frac {1}{k(k+1)}}=\lim _{n\to \infty }\left(-{\frac {1}{n+1}}\right)-(-1)=1.}
- Altro esempio è la serie geometrica:

{\displaystyle \sum _{k=0}^{n}q^{k}=\sum _{k=0}^{n}\left({\frac {1-q^{k+1}}{1-q}}-{\frac {1-q^{k}}{1-q}}\right)={\frac {1-q^{n+1}}{1-q}},\quad {\text{per }}q\neq 1,}
{\displaystyle \sum _{k=0}^{n}q^{k}=n+1,\quad {\text{per }}q=1,}
da cui si dimostra subito che se {\displaystyle \left|q\right|<1} la serie converge a {\displaystyle {\frac {1}{1-q}}}.